# 1211 Bressole
1211 Bressole је астероид главног астероидног појаса. Приближан пречник астероида је 38,24 ,
а средња удаљеност астероида од Сунца износи 2,928 астрономских јединица (АЈ).
Инклинација (нагиб) орбите у односу на раван еклиптике је 12,758 степени, а орбитални период износи 1830,481 дана (5,011 година). Ексцентрицитет орбите астероида износи 0,159.
Апсолутна магнитуда астероида износи 10,60 а геометријски албедо 0,069.
Астероид је откривен 2. децембра 1931. године.